# ルンゴテヴェレ・デイ・メリーニ

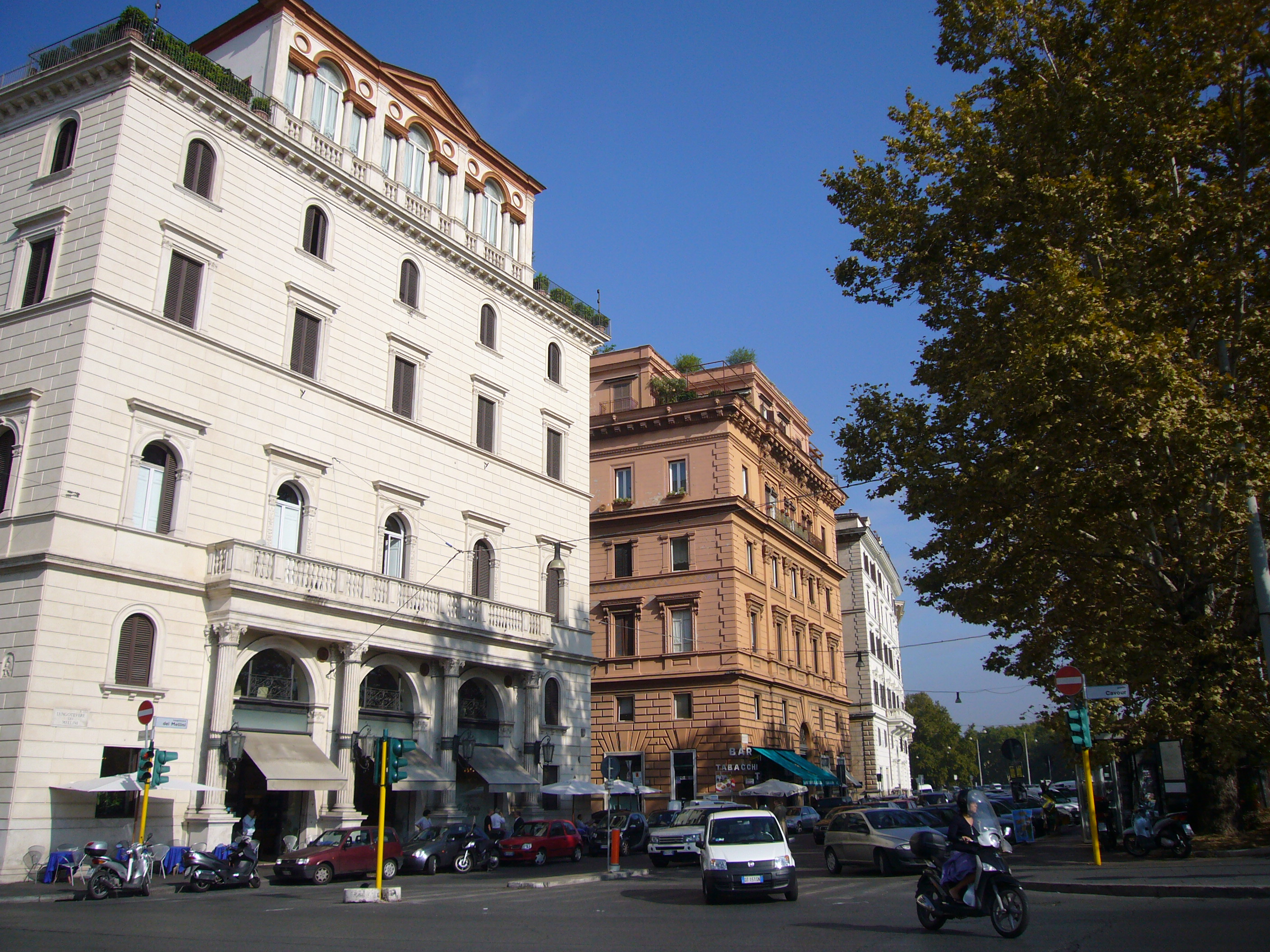
ルンゴテヴェレとブルメンシュティール宮殿

ルンゴテヴェレ・デイ・メリーニ （Lungotevere_dei_Mellini）は、ローマ（イタリア）のプラティ地区にあるヴィットーリア・コロンナ通りとリベルタ広場を結ぶルンゴテヴェレ通りの区間。

## 解説
ルンゴテヴェレは、モンティ地区とナヴォーナ広場に家を所有していたメリーニ（またはミリーニ）家にちなんで名付けられました。18年7月20日の決議に基づいて設立された。
ルンゴテヴェレからは、ブルーメンシュティール宮殿の裏側のファサードを観察することができ、1 階の大きなアーチと小塔で簡単に認識できます。 この宮殿は、1880 年に建設され、1902 年に火災で消失した旧アルハンブラ劇場と同じ場所に建っています。この劇場は、ほぼ木造で、オペラ公演で大変人気がありました。 1992 年以来、パラッツォ ブルーメンスティールにはローマのポーランド研究所が入っています。 